# Новопетровка (Великобелозёрский район)
Новопетровка (укр. Новопетрівка) — село,
Новопетровский сельский совет,
Великобелозёрский район,
Запорожская область,
Украина.
Код КОАТУУ — 2321186503. Население по переписи 2001 года составляло 265 человек .

## Географическое положение
Село Новопетровка находится на берегу реки Большая Белозёрка,
выше по течению на расстоянии в 2,5 км расположено село Качкаровка.